# Remontada

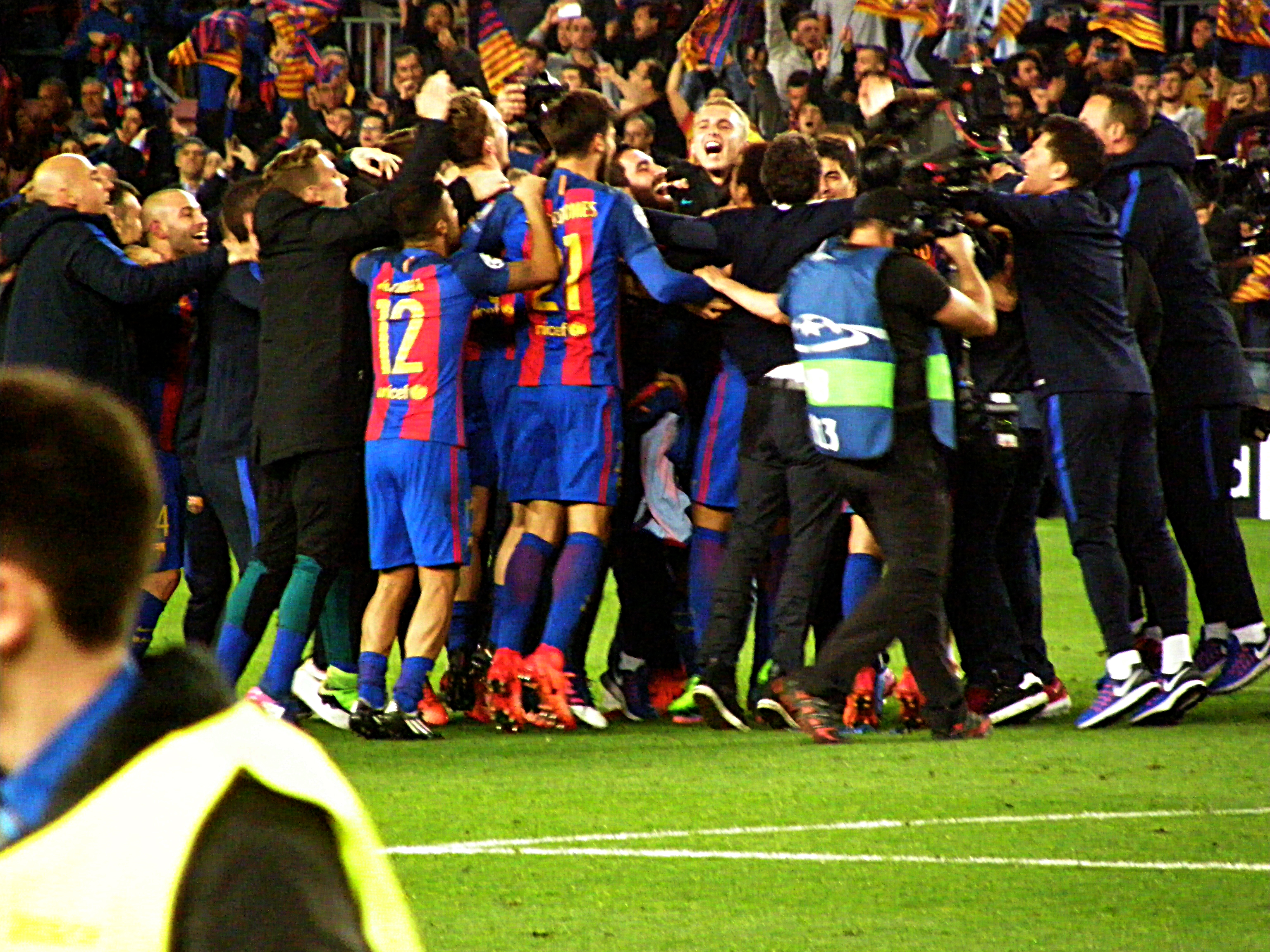
Los jugadores del FC Barcelona celebran la remontada ante el Paris Saint-Germain en el partido de vuelta de los octavos de final de la Liga de Campeones de la UEFA 2016-17.

En deporte, el término remontada se utiliza para referirse a situaciones en las que un deportista, atleta, competidor o equipo logra superar una desventaja sustancial en resultado, puntos o posición a su oponente. En deportes como el fútbol, tenis o el baloncesto, hace especialmente alusión a la hazaña de revertir un resultado desfavorable en el marcador y concluir el partido al proclamarse ganador. En otros, como el ciclismo o en deportes de motor como el automovilismo o el motociclismo, se refiere al competidor que logra adelantar varias plazas y alcanzar una buena posición. En tenis, sólo se considera remontada cuando el jugador logra sobreponerse a una desventaja efectiva en el número de sets, ya sea en partidos al mejor de 5 sets o de 3 sets.  
Este fenómeno suele atraer el interés de los medios de comunicación, así como generar simpatía y admiración por parte de los aficionados, incluso aquellos que son neutrales o hinchan a favor del deportista o equipo rival. Algunos de los ejemplos más memorables de remontadas fue la conocida como The Comeback, entre los Bills de Buffalo y los Petroleros de Houston en 1993 (fútbol americano) o el partido de vuelta de los octavos de final de la Liga de Campeones de la UEFA 2016-17 entre el FC Barcelona y el Paris Saint-Germain (fútbol).
En otros campos como la música o el cine, la palabra remontada también puede referirse a los artistas que regresan o intentan regresar a su nivel anterior de popularidad, ya sea después de un largo período de ausencia o de un evento adverso que motivó una momentánea retirada de su carrera. El uso del término en este contexto también se puede encontrar en campos como la política y la industria del entretenimiento.

## Historia
El término ya era utilizado dentro del vocabulario futbolístico de España desde la década de 1950 para designar una victoria o resultado inesperado. Uno de sus primeros usos se registró en 1956, en la final de la Copa de Campeones de Europa de 1956 donde el Real Madrid se impuso al Stade de Reims por 4-3, tras haber iniciado el partido con dos goles a favor del club francés. El término se popularizó internacionalmente a partir de 2017, después de la victoria del FC Barcelona sobre el Paris Saint-Germain por 6-1 en la Liga de Campeones de la UEFA. Desde entonces, la palabra en español remontada se ha exportado a otros idiomas como el francés o el inglés para designar un ascenso o cambio significativo, llegando a ser utilizada incluso fuera del ámbito deportivo, como por ejemplo en política. En 2021, la palabra fue incluida por primera vez un diccionario francés de la mano de Larousse.

## Ejemplos deremontadas

### Fútbol
- Charlton Athletic F.C. (Segunda División de Inglaterra 1957-58): el 21 de diciembre de 1957, Charlton Athletic se impuso por 7-6 al Huddersfield Town A.F.C. durante la temporada 1957-58 de la Segunda División de Inglaterra.[22] A 27 minutos de terminar el partido, el Charlton estaba perdiendo por 5-1 y en el terreno de juego solo contaba con diez hombres. Sin embargo, en menos de media hora anotaron seis goles, ganando el partido por 7-6.[23][24] Cuatro de los goles fueron obra del delantero Johnny Summers.[22] El partido fue descrito como "asombroso, increíble y fantástico" por la prensa.[25]
- Manchester United F.C. (Liga de Campeones de la UEFA 1998-99): durante la final de la Liga de Campeones de la UEFA 1998-99, el club británico perdía por 1-0 ante el Bayern de Múnich.[26] El equipo arbitral, presidido por el italiano Pierluigi Collina, añadió tres minutos de tiempo añadido. En esos tres minutos, el United logró dar la vuelta al marcador; primero con el gol de Teddy Sheringham en el minuto 90+1, y luego con el tanto de Ole Gunnar Solskjær en el 90+3.[27] A este hecho se lo conoce como "El milagro del Camp Nou", por el estadio donde tuvo lugar la final.[28][29]
- Liverpool F.C. (Liga de Campeones de la UEFA 2004-05): en la final de la Liga de Campeones de la UEFA 2004-05 contra el A.C. Milan, el Liverpool logró remontar un 0-3 desfavorable con goles de Gerrard, Šmicer y Xabi Alonso en la segunda mitad, forzando la prórroga en el Estadio Olímpico Atatürk de Estambul.[30] El partido, con resultado de 3-3, pasó a la tanda de penaltis, donde el guardameta polaco Jerzy Dudek atajó el último penal de Andriy Shevchenko.[31] La remontada del Liverpool dio lugar a que la final fuera conocida como el "Milagro de Estambul",[32][33] siendo citada a menudo como una de las mejores finales de la historia del torneo.[34][35]
- F.C. Barcelona (Liga de Campeones de la UEFA 2016-17): el Barcelona se midió en octavos de final de la Liga de Campeones de la UEFA 2016-17 al Paris Saint-Germain. En el partido de ida acontecido el 14 de febrero de 2017, el PSG ganó con un contundente 4-0 en el Parque de los Príncipes, obligando al Barça a anotar cinco goles para revertir el resultado.[11] En la vuelta, un temprano gol de Luis Suárez en el minuto 3 del partido, así como un gol en propia puerta de Layvin Kurzawa y un penalti anotado por Messi recortaron distancias respecto al rival.[36] A pesar del gol de Edinson Cavani en el minuto 62, dos goles de Neymar hicieron que en los minutos adicionales el resultado fuera un 5-5 global.[37] Finalmente, un gol de Sergi Roberto en el 90+5 permitió al Barcelona pasar de siguiente ronda, con un resultado de 6-1 y un resultado global de 6-5.[38][39]
- Liverpool F.C. (Liga de Campeones de la UEFA 2018-19): en la ida de las semifinales de la Liga de Campeones de la UEFA 2018-19, el F.C. Barcelona ganó por 3-0 en el Camp Nou.[40][41] El equipo dirigido por Jürgen Klopp tenía que anotar cuatro goles para pasar a la final del campeonato.[42] En el encuentro en Anfield, los jugadores Divock Origi y Georginio Wijnaldum anotaron dos tantos cada uno, siendo el gol de Origi en el minuto 73, tras un extraordinario saque de esquina de Trent Alexander-Arnold, el que le daría a los Reds una ventaja global de 4-3.[43] El Barcelona quedó eliminado y el Liverpool pasó a la final de la Liga de Campeones en el Estadio Metropolitano de Madrid, donde se proclamó campeón de Europa al vencer al Tottenham Hotspur por 2-0.[44]
- Tottenham Hotspur F.C. (Liga de Campeones de la UEFA 2018-19): en la otra semifinal, disputada entre el Spurs y el Ajax de Ámsterdam, el club londinense protagonizó otra histórica remontada; con el Ajax siendo vencedor del partido de ida por 1-0 y ganando al medio tiempo de la vuelta por 2-0, los ingleses necesitaban marcar tres goles en la segunda mitad para pasar a la final.[45][46] Gracias al hat-trick anotado por el brasileño Lucas Moura y a la regla del gol de visitante,[47][48][49] el Tottenham Hotspur alcanzó la final de la Liga de Campeones de la UEFA por primera vez en su historia, enfrentándose al Liverpool F.C.[44][50]
- Real Madrid C.F. (Liga de Campeones de la UEFA 2021-22): el Real Madrid completó tres remontadas en la fase eliminatoria de la Liga de Campeones de la UEFA 2021-22. En los octavos de final, el marcador global era favorable para el Paris Saint-Germain con un resultado de 2-0. A tan solo treinta minutos de finalizar el encuentro, Karim Benzema hizo un triplete en solo 17 minutos para llevar al club blanco a la siguiente ronda. En el partido de ida de los cuartos de final, el Real Madrid salió vencedor de Stamford Bridge con 1-3, los tres goles anotados nuevamente por Benzema. No obstante, en el partido de vuelta en el Bernabéu, el Chelsea F.C. se adelantó 0-3 de la mano de Mount, Rüdiger y Werner. Un gol de Rodrygo Goes, asistido por Luka Modrić, forzó la prórroga en la que Benzema marcó de cabeza y logró el pase del Madrid a la semifinal frente al Manchester City F.C. En la ida, el equipo Citizen venció en casa por 4-3 al club español, en un partido reñido donde el Madrid estuvo a dos goles de desventaja hasta en tres ocasiones (2–0, 3–1 y 4–2). En el partido de vuelta Riyad Mahrez anotó al final de la segunda mitad, aparentemente asegurando un puesto en la final para el City; sin embargo, Rodrygo hizo un doblete en los minutos 90 y 90+1 para igualar el encuentro. Más tarde, Benzema cobró con éxito un penalti en el minuto cinco de la prórroga para lograr el pase a la final.[51] En la final del 28 de mayo de 2022, un gol de Vinícius Júnior y una destacada actuación del portero Thibaut Courtois en el Stade de France permitieron al Madrid levantar su décimo-cuarto título frente al Liverpool F.C.[52][53]
- F.C. Barcelona (Liga de Campeones de la UEFA 2024-25): En el séptimo partido de la Fase de Liga de esta competición, el Barcelona se enfrentó al Benfica en el estadio do Dragão, el equipo portugués se marchó al descanso 3-1 en ventaja, después, Raphinha anotó el 3-2 con un inédito gol de cabeza, poco duraría la alegría culé ya que unos minutos después Ronald Araujo marcó en propia puerta, aumentando la renta de las águilas a 2 goles. No obstante, el Barcelona consiguió empatar el encuentro cuando al minuto 77 iba perdiendo de 2 goles, gracias a los tantos de Robert Lewandowski en el 78’ y Eric García en el 88’, pero la euforia azulgrana se desató definitivamente cuando al minuto 96 de partido, Ferran Torres despejó un balón que resultó en un pase magistral para que Raphinha marcase su doblete y completase la remontada del Barça con un marcador final de 4-5.

El manchester United contra el Lyon por Europa League,el united estaba ganando por 2-0 pero con un 4-2 en el gobla pero los goles de Rayan Cherki,Nicolás Tagliafico y Corentin Tolisso, el Lyon ganaba en el global 6-4 pero los de Amorin y con El Goat le darian la vuelta poniendo el 5-4 en menos de 10 minutos

### Tenis
- En Roland Garros 2024, en un partido válido por la tercera ronda del torneo, el alemán Alexander 'El Sascha' Zverev firmó una épica remontada en el quinto set ante el neerlandés Tallon Griekspoor por 3-6 6-4 6-2 4-6 7-6(3) en un super tie break, llegando a estar con una desventaja de doble quiebre en el set decisivo de 1-4 y con Griekspoor al saque.

## Usos fuera del deporte
La popularidad del término remontada se ha expandido fuera del deporte y actualmente es habitual encontrar esta palabra en otros dominios como la música o la política. Durante las elecciones presidenciales de Francia de 2017, el diario Le Parisien hizo alusión a la «remontada de François Fillon» tras los resultados cosechados por el candidato de Los Republicanos. Incluso durante las elecciones siguientes de 2022, el exrepresentante del Partido Socialista francés Arnaud Montebourg promocionó su campaña con el partido L'Engagement bajo el eslogan «la remontada de Francia». También se ha empleado en el ámbito académico, cuando a pesar de contar con varias calificaciones negativas, un estudiante logra una nota lo suficientemente alta para poder aprobar.[cita requerida]